# Unteralting
Unteralting ist ein Gemeindeteil von Grafrath im oberbayerischen Landkreis Fürstenfeldbruck.

## Geschichte
Das Pfarrdorf wird im 14. Jahrhundert zur Unterscheidung von Oberalting, heute ein Ortsteil von Seefeld, als Niederalting bezeichnet. In der Folgezeit erscheint auch die Bezeichnung Kottalting.
Bis 1803 gehörte Unteralting zum Landgericht Weilheim.
Am 1. Juli 1972 wurden die Gemeinden Unteralting und Wildenroth zur Gemeinde Grafrath zusammengeschlossen.

## Baudenkmäler
Siehe auch: Liste der Baudenkmäler in Unteralting
- Katholische Filialkirche St. Mauritius

## Bodendenkmäler
Siehe: Liste der Bodendenkmäler in Grafrath